# Tedania charcoti
Tedania charcoti är en svampdjursart som beskrevs av Topsent 1913. Tedania charcoti ingår i släktet Tedania och familjen Tedaniidae. Inga underarter finns listade i Catalogue of Life.